# Packard
Packard — американская марка престижных легковых автомобилей, выпускавшихся Packard Motor Car Company (Детройт, штат Мичиган), впоследствии — Studebaker-Packard Corporation, Саут-Бенд, штат Индиана. Автомобили под маркой Packard выпускались с 1899 по 1958 год.

## История

### Истоки
Первые автомобили под маркой Packard появились на рубеже XIX и XX веков. По легенде, однажды Джеймс Уорд Пэкард приобрёл автомобиль марки Winton. Удручённый обилием огрехов в его конструкции и отделке, он отправил заводчику Александру Уинтону письмо с подробным их описанием и рекомендациями по исправлению. Уинтон конструктивную критику, однако, проигнорировал, и в ответ предложил Пэкарду, если он того желает, построить машину лучше. В чём тот, будучи дипломированным инженером, преуспел настолько, что основанная им автомобилестроительная компания пережила уинтоновскую на добрые несколько десятилетий. Впрочем, по более прозаичному варианту легенды, Пэкард просто желал устроиться на работу в компанию Уинтона, неудачно попытавшись блеснуть перед её владельцем своей инженерной эрудицией.
Так или иначе, одноцилиндровое механическое «сердце» первого Packard забилось 6 ноября 1899 года, а уже осенью 1900 в городке Уоррен штата Огайо была официально зарегистрирована созданная для его тиражирования Ohio Automobile Company. Через два года, 13 октября 1902 года, однако, она была переименована в Packard Motor Car Company, — ввиду претензий, поступивших со стороны остальных автомобилестроителей штата, а также в связи со скорым переездом в столицу американского автомобилестроения — Детройт, предпринятым по предложению вступившего в число акционеров фирмы видного детройтского предпринимателя и общественного деятеля Генри Джоя (Henry Bourne Joy). Выпускавшиеся же ею автомобили с самого начала носили марку Packard.
Фирма Packard сразу сделала ставку на производство небольших количеств ультрадорогих автомобилей: в то время как обычный «безлошадный экипаж» среднего класса, вроде Oldsmobile или «Гейла-А», стоил в районе от 500 до 1000 долларов, цены на продукцию Packard начинались с 2600 долл. Однако непревзойдённый уровень качества и надёжности быстро сделал новую марку одним из лидеров в этом сегменте рынка.

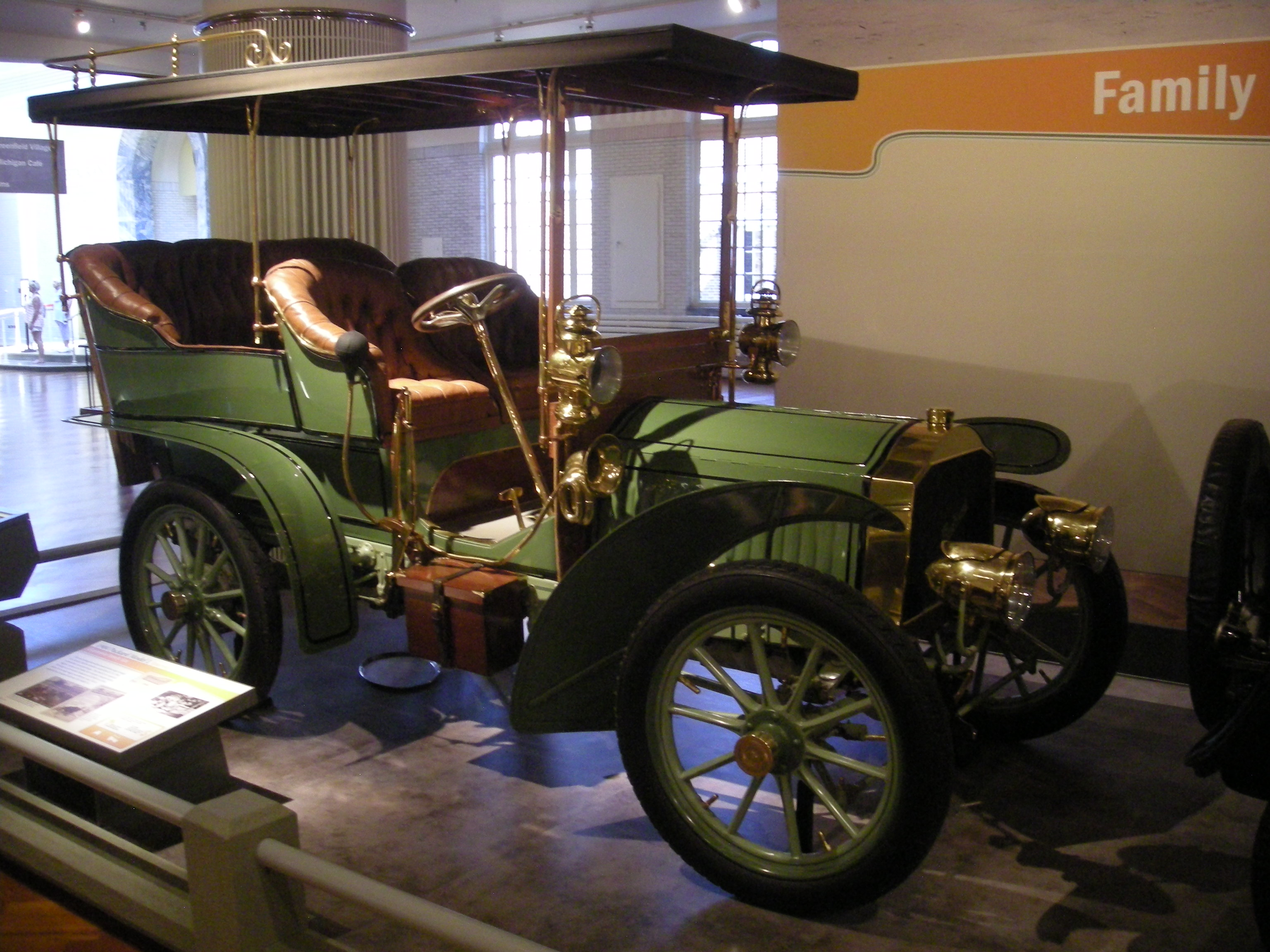
1904 Packard Model L.

В 1903 году на бульваре Ист-Гранд (East Grand Boulevard) в Детройте открылся оборудованный по последнему слову тогдашней техники завод Packard площадью 325 тысяч м², спроектированный архитектором Альбертом Каном. Его здание примечательно как первый в Детройте случай использования железобетона для зданий производственного назначения. Несмотря на значительные разрушения, причинённые за прошедшие годы несколькими пожарами, руины его корпусов почти полностью снесены в 2024 году

### Первые успехи
В 1904 году на смену Packard Model F — последней модели компании с двигателем под сиденьем водителя — пришла современная по тем временам Model L, имевшая классическую компоновку: двигатель спереди, ведущие колёса задние. На ней же впервые появляется характерный профиль капота, ставший характерной особенностью всех автомобилей Packard вплоть до 1948 года (попытки её возрождения не прекращались до самого конца существования марки).

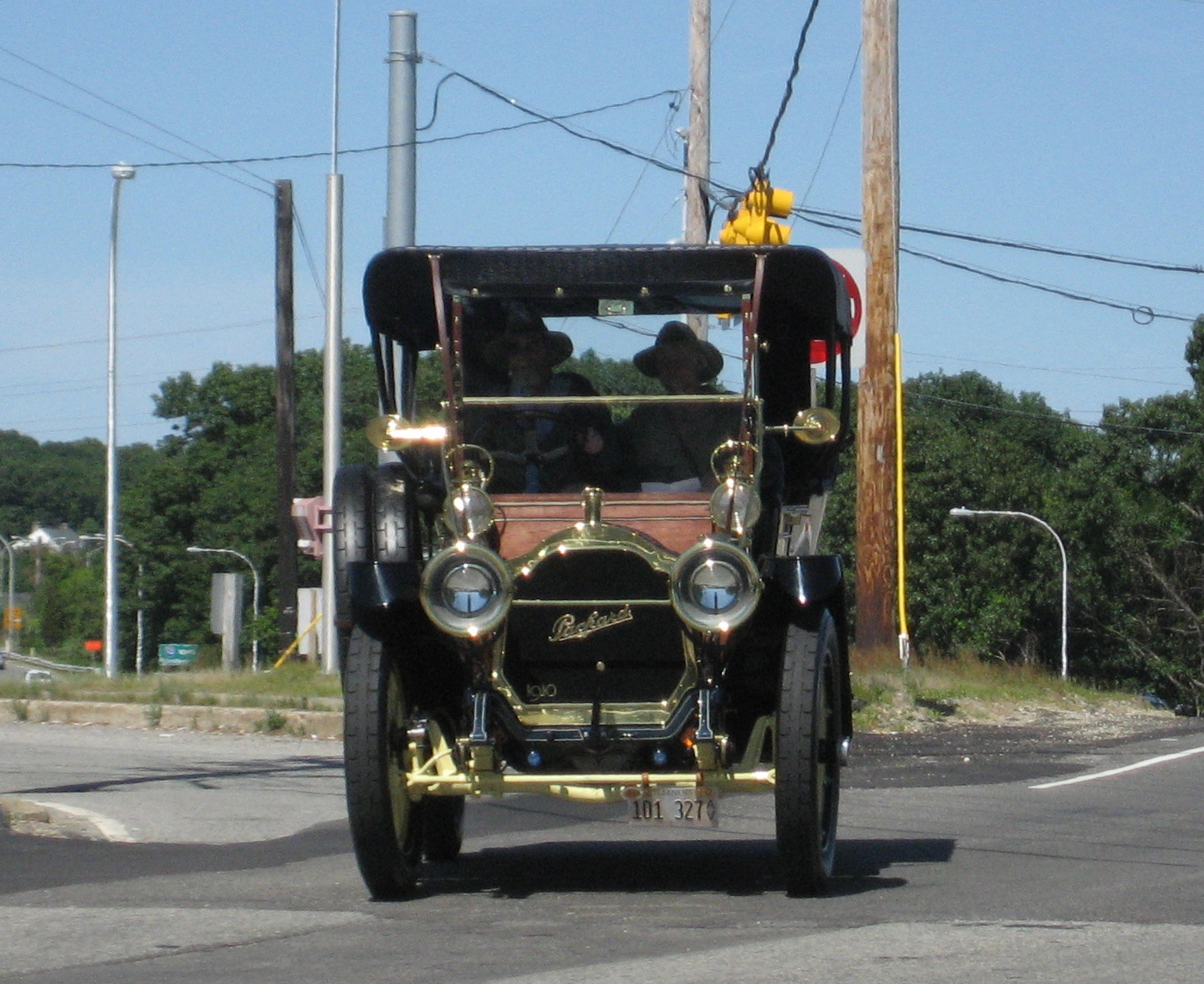
1910 Packard

В годы Первой мировой войны Packard выпускал шасси для бронеавтомобилей и авиамоторы. Настоящим шедевром оказался разработанный специалистами компании в сотрудничестве с калифорнийской Hall-Scott Motor Co. авиационный двигатель Liberty, который пошёл в серию с 1918 года. Двигатель имел модульную конструкцию, позволявшую варьировать число цилиндров — наибольшее распространение получила версия L-12 (рабочий объём 27 л.). Сам Packard выпускал его (под обозначением V-1650 и с некоторыми модификациями) до 1926 года. Кроме того, Liberty очень долго выпускался по лицензии за пределами США, в частности — в СССР под обозначением М-5. Появившийся вскоре 12-цилиндровый автомобильный двигатель Packard Twin-Six был во многом основан на технических решениях и опыте, полученных при разработке Liberty.
В 1916 году президентом компании становится Джеймс Алван Макаули (James Alvan Macauley, Sr.), с 1928 также избранный на пост председателя Американской ассоциации производителей автомобилей (AAMA) — головной организации, координировавшей деятельность всех американских производителей автотранспорта. Именно Макаули принадлежит знаменитый маркетинговый слоган Packard: Ask the man who owns one — «Спроси у владельца» (автомобиля Packard).

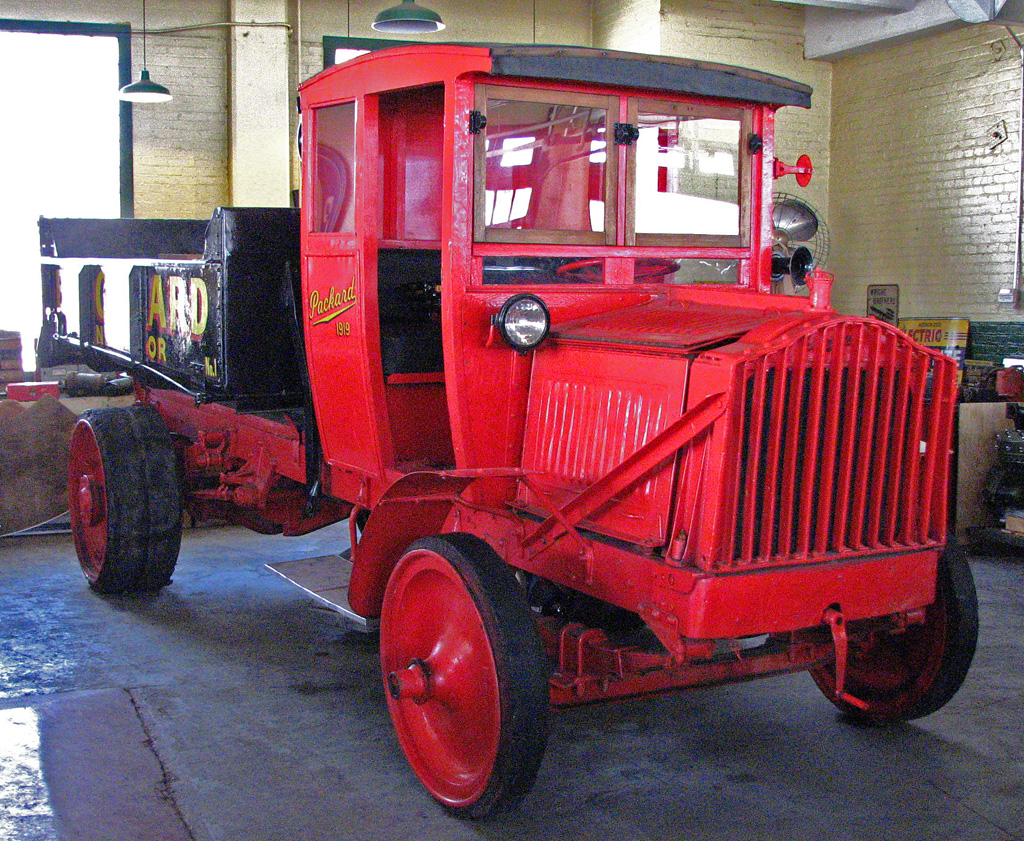
Грузовой Packard 1919 года

В 1910-х — начало 1920-х Packard пытался выпускать и грузовые автомобили, которые, однако, не имели большого успеха ввиду высокой цены, хотя и славились теми же надёжностью и долговечностью, что и легковые модели фирмы.

### «Золотая эпоха»

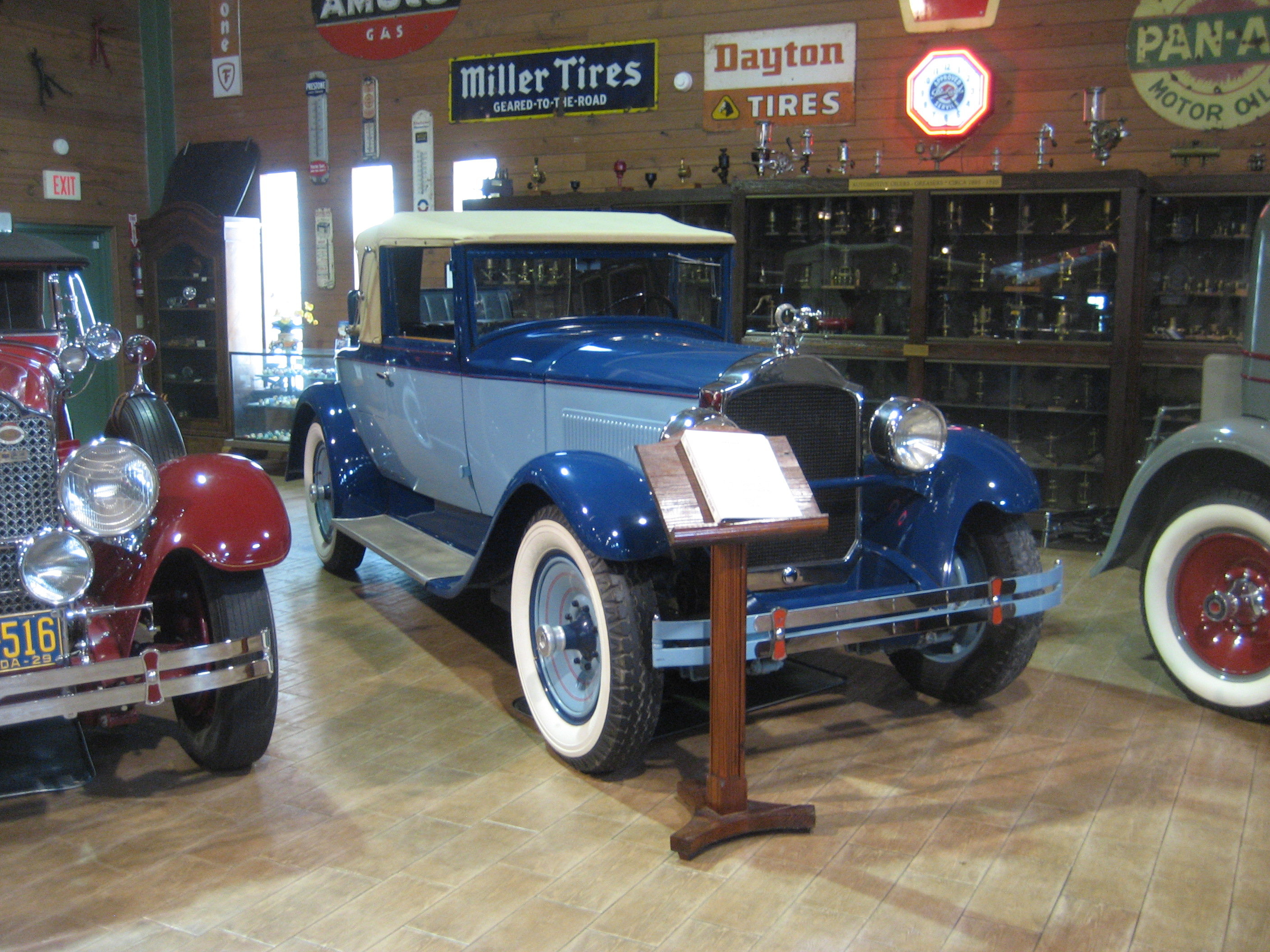
1928 Packard

На протяжении последующих тридцати лет Packard был одним из крупнейших игроков американского и мирового рынка роскошных автомобилей, наряду с такими фирмами, как Pierce-Arrow и Peerless составляя элиту американского автомобилестроения (так называемые «три П» — Packard, Pierce-Arrow и Peerless) и с 1924 по 1930 год неизменно занимая первое место в чартах продаж среди люксовых автомобильных брендов. Packard широко экспортировались за рубеж, пользуясь популярностью у политической и бизнес-элиты по всему миру. Автомобили этой марки были хорошо известны даже в Советском Союзе, где вплоть до второй половины тридцатых годов на них приходилась значительная часть автопарка различных государственных организаций — высокая цена Packard во многом компенсировалась их надёжностью и долговечностью.
По итогам 1928 года, компания принесла $21 889 000 прибыли.
В эпоху «Великой депрессии» Packard, как и другим производителям дорогих автомобилей, пришлось туго. В отличие от фордовского Lincoln Motor Company или принадлежавшего General Motors Cadillac, он не имел «за спиной» финансового «подкрепления» в лице более «народных» марок, за счёт прибыли которых можно было бы компенсировать потерянное на стремительно падающем рынке автомобилей премиум-класса.
Тем не менее, финансовое положение компании всё же оставалось намного лучше, чем у других «независимых» производителей, многие из которых — Peerless, Franklin, Marmon, Ruxton, Stearns-Knight, Stutz, Duesenberg, Auburn и Pierce-Arrow — на протяжении 30-х годов были вынуждены вообще свернуть производство легковых автомобилей. Уход с рынка таких сильных конкурентов, как Pierce-Arrow, в свою очередь, позволил Packard окончательно выйти на первое место среди американских люксовых автомобильных брендов. Дополнительным фактором успеха стало передовое отношение к внешнему виду своих машин, многие из которых были разработаны известным автомобильным дизайнером Алексеем Сахновским (создал форму корпуса для моделей Packard Eight, Packard Phantom, Packard Twelwe).

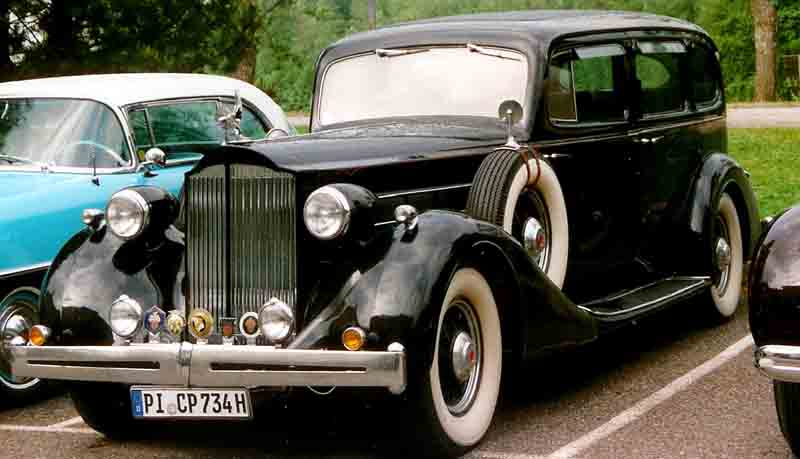
Packard Twelve

Поначалу компания и в этих условиях пыталась продолжить свою прежнюю линию — выпускать небольшое количество сверхдорогих, ультрароскошных автомобилей, и тогда, и впоследствии показывая удивительную способность извлекать неплохие прибыли даже при весьма скромном, по меркам Америки, объёме выпуска. Именно в эпоху Депрессии появился знаменитый 12-цилиндровый Packard Twin Six / Twelve, бывший настоящим суперкаром своего времени. Едва ли не единственный из всех североамериканских автостроителей, Packard мог позволить себе игнорировать ставшее к тому времени традиционным ежегодное обновление модельного ряда: вместо представляемых каждый год новых моделей, с 1923 года Packard стали выпускаться так называемыми «сериями» (Series), которые могли сходить с конвейера как, скажем, полтора-два года подряд, так и, например, всего несколько месяцев, — в зависимости от спроса. До войны компания выпустила 20 «серий» своих автомобилей, причём серия с номером 13 была опущена.

### Судьбоносное решение

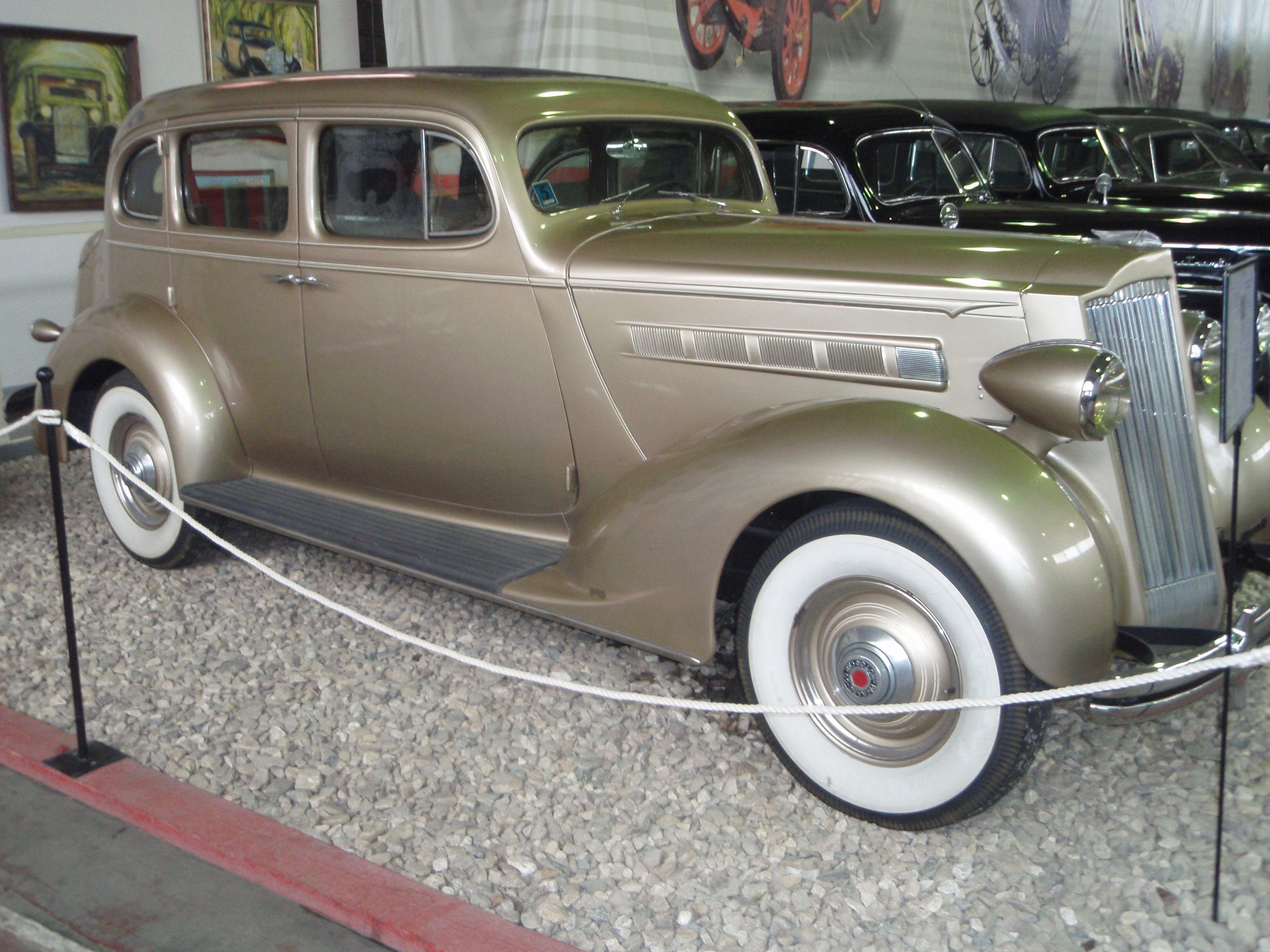
Packard 120 Touring Sedan 1936 года в Московском музее Ретро-Автомобилей

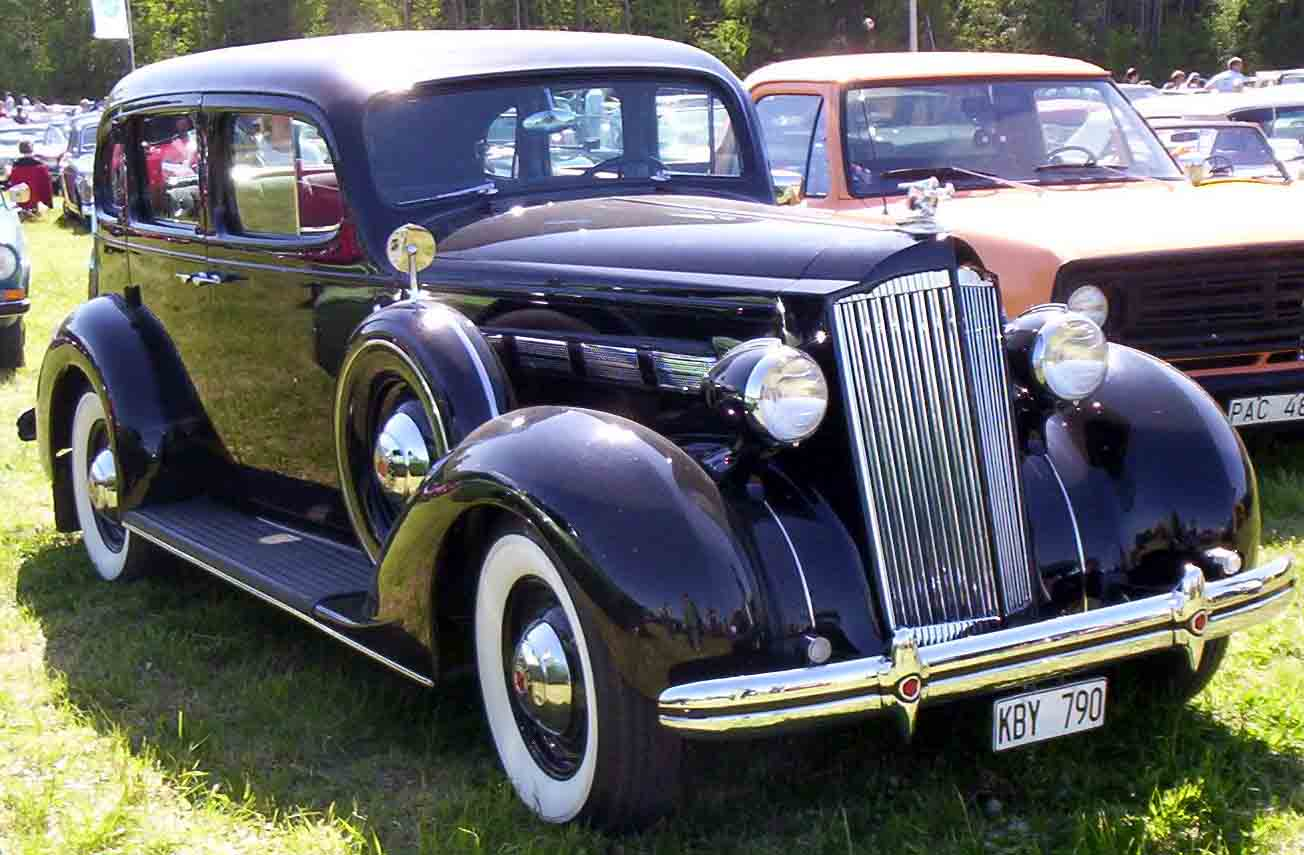
1937 Packard 120 4dr Sedan

Между тем, Packard всё же пострадал от национального экономического кризиса, и пострадал достаточно серьёзно: взять хотя бы тот факт, что производство упало с 50 тыс. в 1928 году до 7 тыс. в 1934. Поэтому со временем руководству компании пришлось принять судьбоносное решение: наряду с продолжением малотиражной сборки ультрадорогих автомобилей, в 1935 году в массовую серию была пущена сравнительно доступная восьмицилиндровая модель Packard 120, впервые в истории марки стоившая менее 1000 долл.
Общий объём продаж в 1935 году вырос практически втрое, а в следующем — удвоился уже относительно уровня 1935, однако достигнуты эти успехи были именно за счёт более дешёвых массовых моделей.
К этому времени компания по сути была разделена на два независимых подразделения с примерно равным по численности штатом, производственные корпуса которых располагались по разные стороны бульвара Ист-Гранд: первое занималось эпизодическими продажами мелкосерийных «люксов» («старшие» модели), второе же — массовым выпуском автомобилей средней ценовой категории («младшие» модели). Последних, несмотря на примерно равную численность персонала в обеих частях компании, выпускалось раз в 10 больше за счёт использования наиболее современных на тот момент технологий массового производства. С технической точки зрения «младшие» модели были намного прогрессивнее консервативных «старших» — в частности, уже в 1935 году имели независимую переднюю подвеску и гидравлические тормоза, появившиеся на «старших» Packard лишь в 1937.

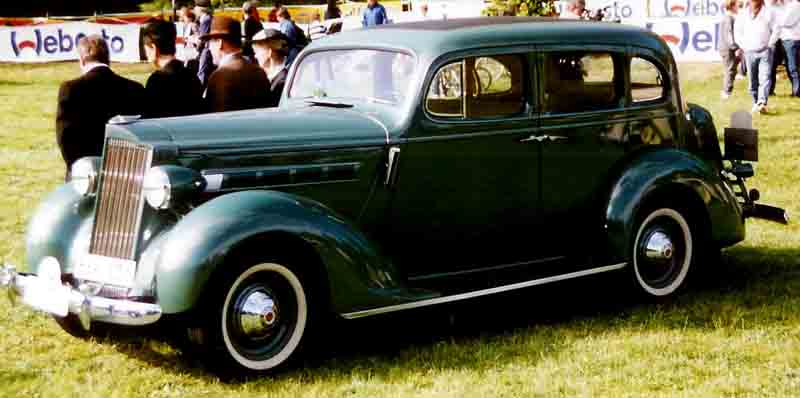
Packard 115 Touring Sedan

Более того, в 1936 году был принят так называемый «Четырёхлетний план» дальнейшего развития компании, согласно которому с 1937 года под брендом Packard, способствуя его всё большей девальвации, стали выпускаться ещё более доступные, шестицилиндровые автомобили — серия Packard 115, по стоимости сравнимая с марками средней ценовой категории, такими, как Mercury и Pontiac. Высочайшая репутация Packard обеспечила этим автомобилям весьма тёплый приём на рынке, тем более, что в условиях экономической рецессии конца 1930-х годов многие покупатели дорогих автомобилей как раз переключались на более доступные по цене марки — однако репутация Packard как производителя самых роскошных автомобилей Америки постепенно стала угасать. То, что даже после окончания Депрессии более дешёвые автомобили продавались под основным брендом, а не под искусственно созданной специально для них отдельной маркой — как это было в случае Cadillac, выпускавшего более дешёвые варианты своих автомобилей под маркой La Salle, впоследствии потерявшей актуальность и упразднённой — до сих пор считают одной из причин последующего упадка Packard.
В 1939 году Макаули уходит с поста президента компании, оставляя, однако, за собой место председателя совета директоров до 1948 года. На его место пришёл Макс Джилман (Max Gilman), который в свою очередь в 1942 году уступил кресло Джорджу Кристоферу (George T. Christopher), оказавшись замешанным в скандальной истории вместе с женой одного из младших корпоративных менеджеров.

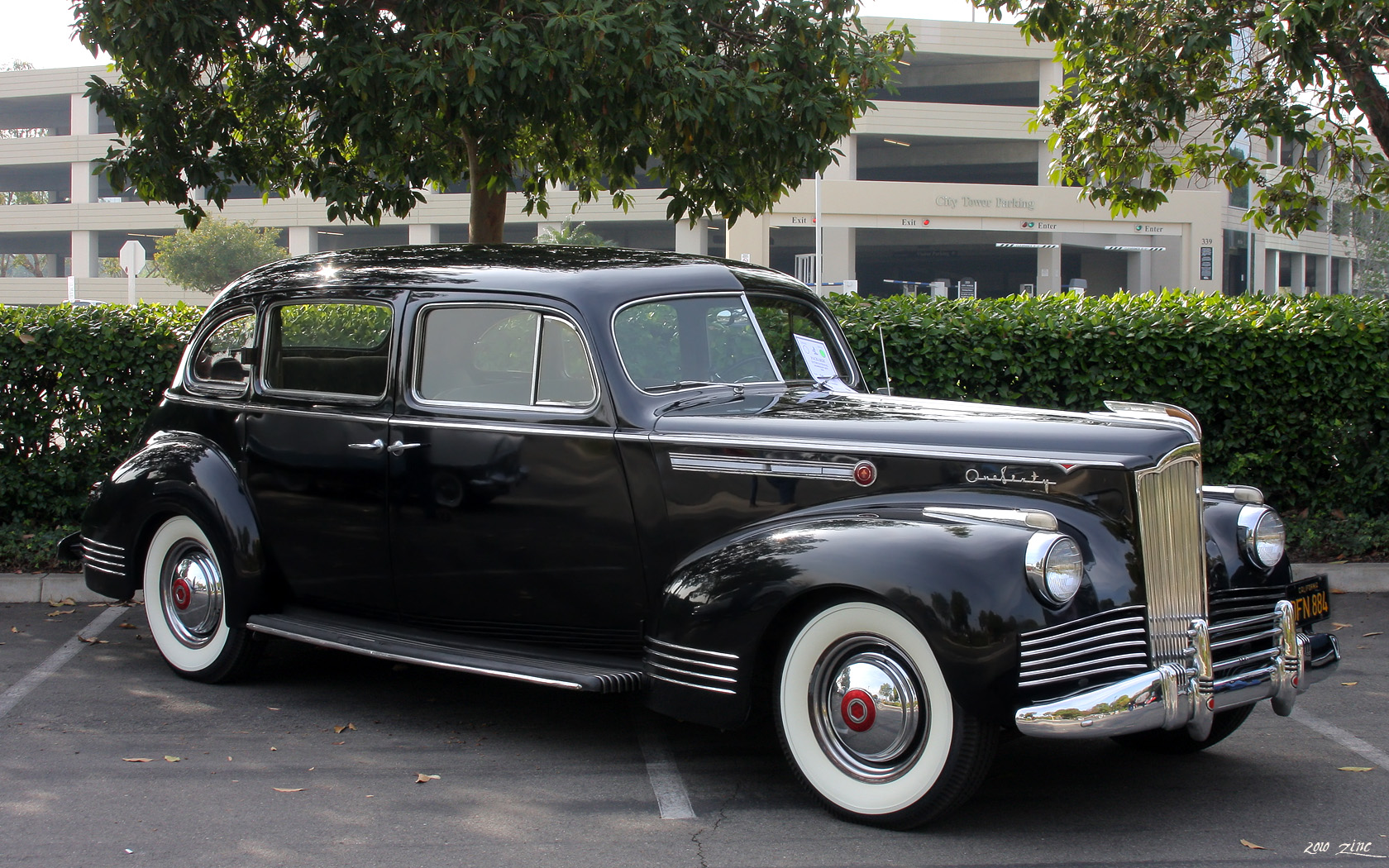
Packard 160 («старшей» серии) последней довоенной модели 1942 года

### Начало конца
В годы Второй мировой войны фирма Packard производила авиационные и судовые двигатели, устанавливавшиеся на истребители Р-51 «Мустанг» и торпедные катера. В результате, к её концу Packard подошёл, имея весьма неплохое финансовое положение. Однако целый ряд маркетинговых ошибок не дал компании воспользоваться этим преимуществом.

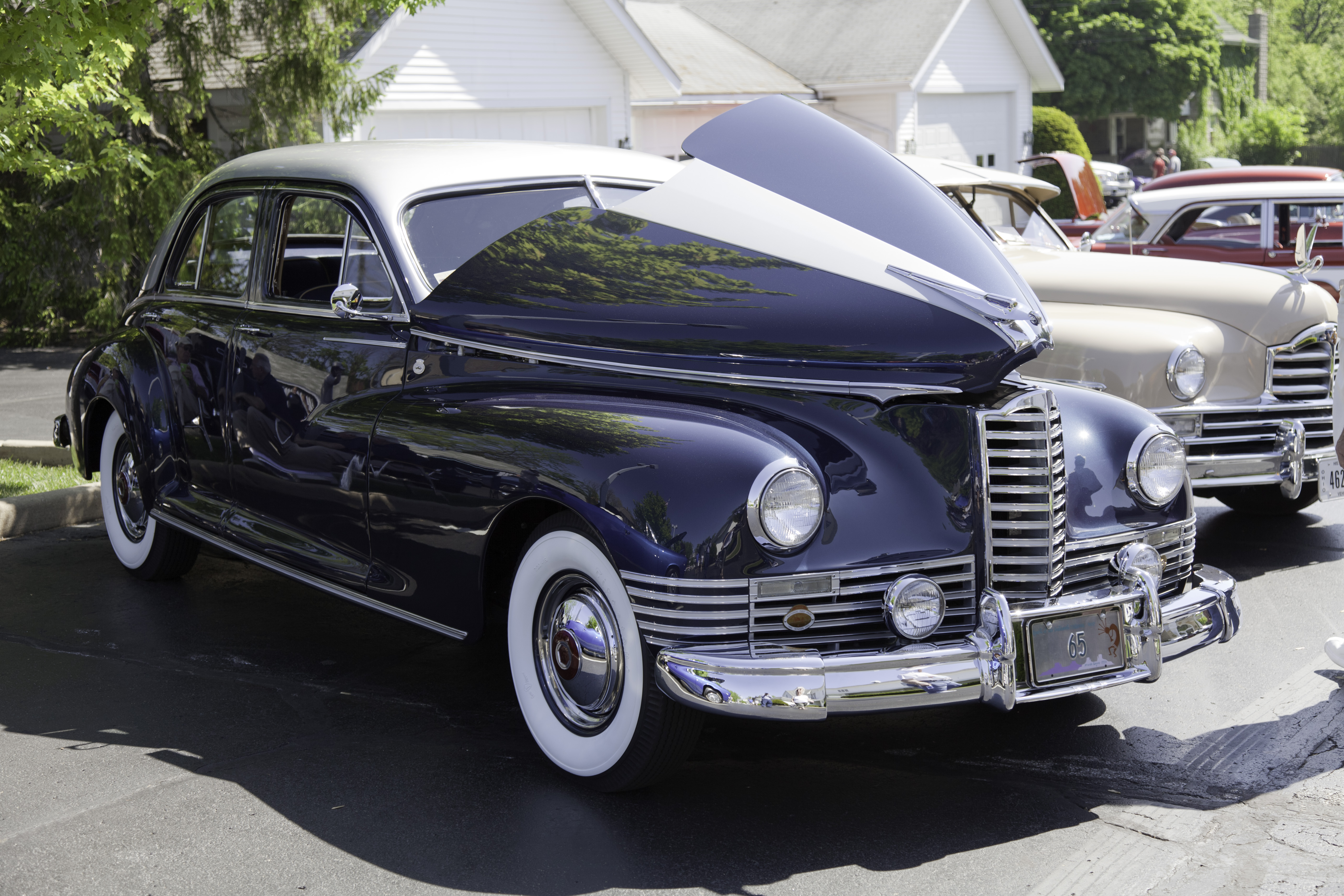
1947 Packard Custom Eight

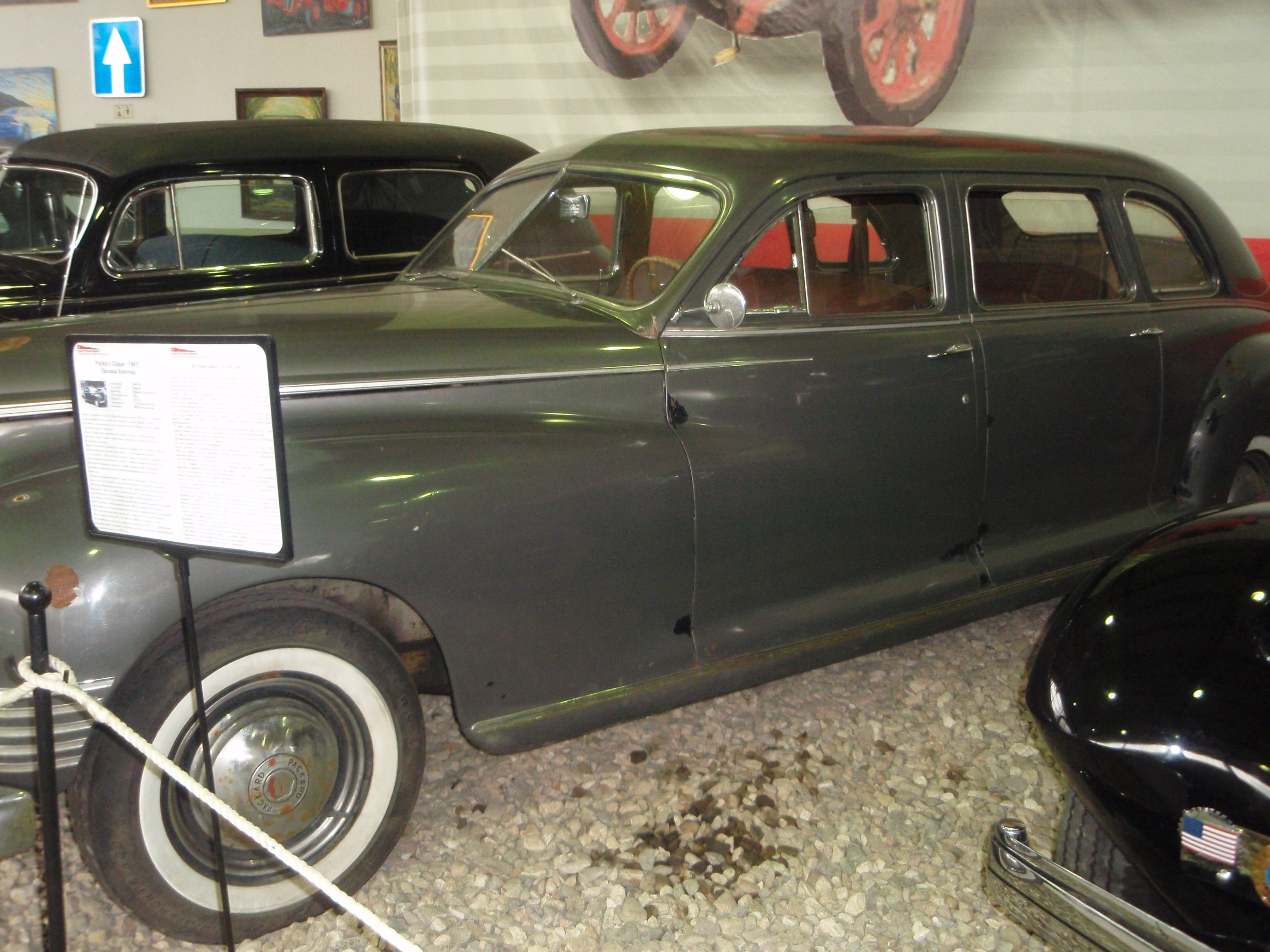
Лимузин Packard Clipper 1947 года в московском музее ретроавтомобилей

В послевоенные годы компания предпочла сконцентрироваться на производстве автомобилей среднего и среднего-высшего ценовых сегментов, возобновив выпуск только довоенных «младших» моделей — восьмицилиндровых «Клипперов» 21-й серии (Series 21) — автомобилей весьма современных и привлекательных, но попросту недостаточно роскошных по меркам Packard. По своей цене большинство моделей в производственной программе Packard тех лет примерно соответствовало высшему-среднему ценовому диапазону, аналогично более дорогим сериям Mercury или Buick, но при этом Packard не имел технической возможности выпускать автомобили в соответствующих этому сегменту рынка количествах. И хотя их продажи изначально, на волне послевоенного ажиотажа среди изголодавшейся по новым автомобилям публики, были неплохи, репутация «автомобиля Америки номер один» была вмиг потеряна. В 1945-50 годах было даже выпущено некоторое количество таксомоторов Packard Taxi, использовавших кузов «Клиппера» с упрощённой отделкой в сочетании с шестицилиндровым двигателем — затея, которая нанесла очередной удар по имиджу компании, при этом не принеся ей большого коммерческого успеха.
По существующей легенде, оснастка для производства «старших» моделей была отправлена в СССР для выпуска лимузина ЗИС-110, однако на самом деле это весьма маловероятно: во-первых, кузова этих двух машин как раз весьма сильно различались (кузов ЗИСа, при весьма схожей декоративной отделке, имел иные габариты и весьма отличающуюся от Packard, более современную форму — с чётко выделенным объёмом багажника и скрытыми за дверями посадочными подножками), во-вторых — в производстве ЗИСа использовалась своя собственная оснастка для штамповки кузовных панелей, причём ввиду издержек военного времени она была отлита на находящемся в эвакуации заводе из цинкового сплава, а не изготовлена механической обработкой из стали, как это обычно делается в практике автомобилестроения, в том числе — и на Packard. Так что, если какая-либо оснастка Packard и была когда либо отправлена в СССР (документальных подтверждений этого не существует), можно вполне уверенно сказать, что по назначению она никогда не использовалась. Об этом же говорит и отмечаемое реставраторами полное отсутствие совместимости (или даже какого либо существенного сходства формы) кузовных панелей довоенных «старших» Packard и ЗИС-110, которое мешает приходящей в головы некоторых владельцев таких автомобилей, казалось бы, заманчивой идее использовать намного более доступные сегодня кузовные детали массовых Packard при реставрации весьма редких малосерийных ЗИСов.

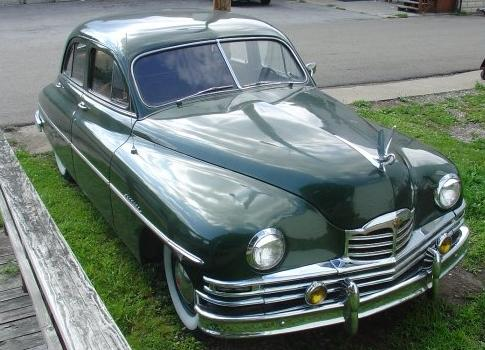
1950 Packard Eight Touring

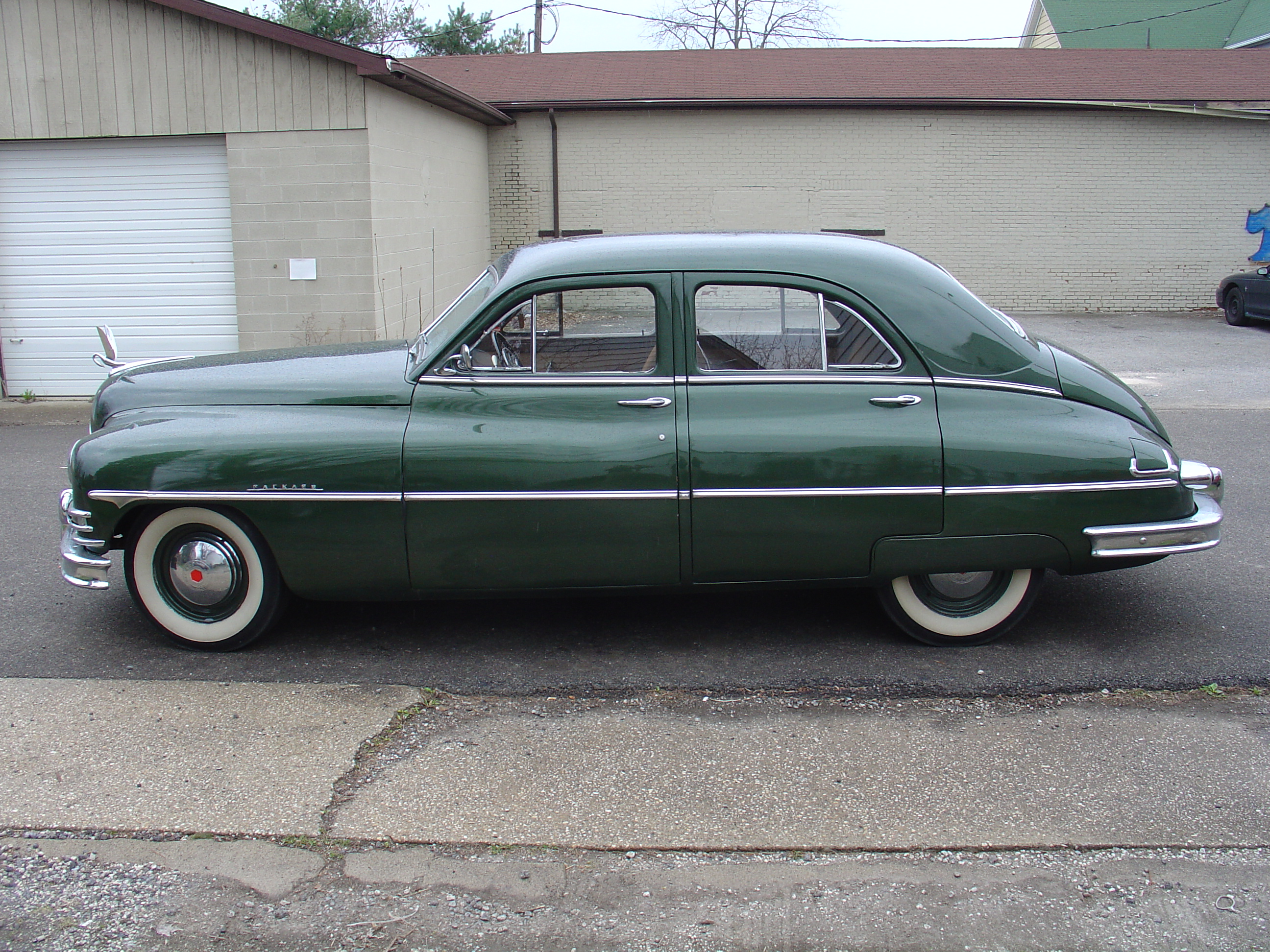
1950 Packard Eight Touring

К ломке традиционного позиционирования бренда добавился и считающийся крайне неудачным рестайлинг 1948 года (Series 22 & 23): массивный кузов типа «понтон» с плоской боковиной и немногочисленным блестящим декором, напоминающий увеличенный вариант советской «Победы», имел чистый и лаконичный, но при этом плохо сочетающийся с образом дорогого и роскошного автомобиля дизайн, визуально проигрывая не только одноклассным Lincoln или Cadillac той же эпохи, но и в сравнении с продукцией некоторых куда более скромных американских марок. Плоская, монотонная боковина с низкими вырезами колёсных арок на кузове таких размеров сама по себе выглядела не слишком привлекательно, к чему прибавился спорный и не соответствующий традициям марки внешний декор. Оформление передка новой модели, по сути, повторило концепт 1944 года Packard Phantom, который был встречен публикой негативно, что, увы, не стало сигналом для корпоративного менеджмента. Это поколение покупатели тут же окрестили «перевёрнутой ванной» и «беременной слонихой».
Времена, когда автомобили можно было продавать, опираясь исключительно на качество изготовления и высокую репутацию марки, прошли: в послевоенные годы на первое место вышел яркий, запоминающийся дизайн, тем более — в данном ценовом сегменте. Packard же в этой области явно отстал от своих конкурентов. При этом высокое качество и долговечность произведённых ей автомобилей фактически играли против компании, поскольку аудитория Packard в среднем покупала новые автомобили реже, чем поклонники других марок. Показателем неприятия публикой стало быстрое обесценивание на вторичном рынке — так, восьмицилиндровый Mercury модели 1949 года, новым продававшийся за $2000, через пять лет стоил порядка $430, в то время как сравнимый Packard того же модельного года с начальной ценой в $2200 за тот же срок терял в цене намного больше и мог быть продан лишь за $375.

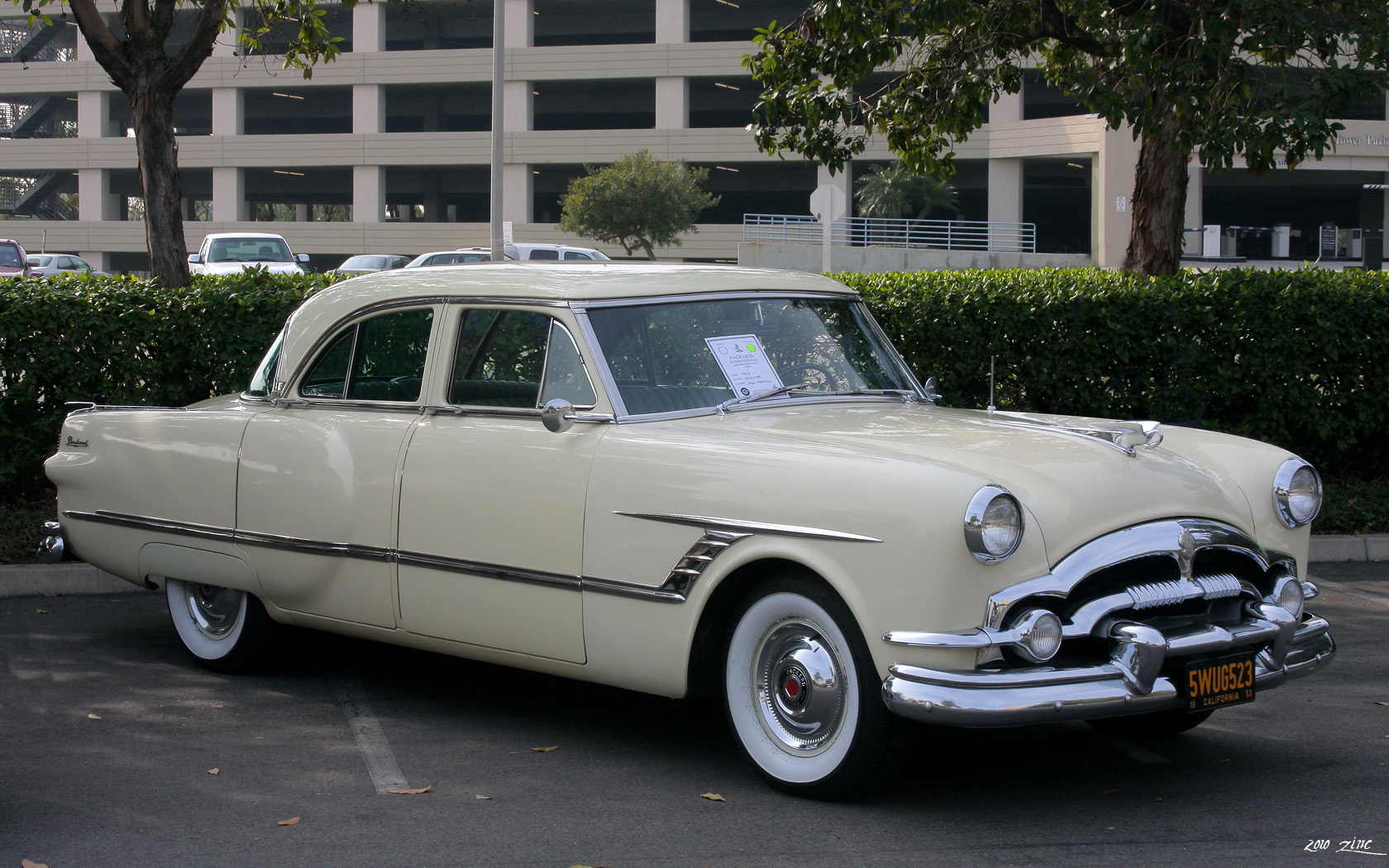
1951-1954 Packard.

Это поколение продержалось на конвейере до 1950 года, но когда тогдашний президент Packard Джордж Кристофер попытался «продавить» выполненный в том же ключе дизайн и для новой, 24-й серии моделей, он немедленно был свергнут другими влиятельными менеджерами фирмы — вместо него президентом компании был назначен занимавший до этого пост казначея Хью Ферри (Hugh Ferry), который, впрочем, рассматривал своё положение во главе компании как временное и сразу же озаботился поиском потенциального преемника.
Между тем, пришедшая на смену «перевёрнутой ванне» 23-й серии модель 1951-54 годов (Series 24, 25, 26 & 54; с 1954 года вместо последовательных номеров для обозначения серий стал использоваться текущий модельный год, поэтому за 26-й серией последовала сразу 54-я) по-прежнему была лишена облика роскошного автомобиля, более всего напоминая увеличенный вариант обычного
Ford или Hudson тех лет. В 1951 году было продано более 100 000 автомобилей марки Packard — по её меркам неплохой показатель, однако большая часть из них приходилась на сравнительно недорогие модели серий 200 и 250 с колёсной базой 122" / 3100 мм. По настоящему же роскошные Packard 300 и Patrician 400 (127"/3200 мм) выпускались в количестве всего несколько тысяч штук в год, причём только с одним типом кузова, «четырёхдверный седан» — новомодные купе-хардтопы и популярные у покупателей роскошных машин кабриолеты имелись только в «младших» сериях, что вынуждало дилеров в угоду заказчикам по индивидуальным заказам устанавливать на них отделку от более дорогих серий. По сути, происходило медленное умирание Packard в качестве производителя автомобилей высшего класса.
В мае 1952 года президентом компании становится 51-летний Джеймс Нэнс (James J. Nance), к этому времени вынашивавший в голове грандиозный план — создать четвёртую в Америке автомобилестроительную корпорацию путём объединения под его, Нэнса, управлением независимых автомобилестроительных фирм Studebaker, Packard, Nash-Kelvinator и Hudson за счёт серии из нескольких последовательных поглощений. Тогда же бывший работодатель Нэнса, электротехнический гигант General Electric, приобретает 25 000 акций Packard, демонстрируя таким образом свой интерес в дальнейшей реализации этих планов.
Летом 1953 года американский автомобильный рынок пережил первый за послевоенный период кризис, оказавшийся классическим кризисом перепроизводства — было выпущено больше автомобилей, чем покупатели готовы были купить. Наступило насыщение рынка, продажи новых автомобилей резко упали, началось затоваривание складов, дилеры стали предоставлять беспрецедентные скидки, порой продавая автомобиль себе в убыток. Однако настоящим ударом стал следующий, 1954 модельный год — имея на руках огромное количество стремительно устаревающих нереализованных автомобилей 1953 модельного года, дилеры практически перестали заказывать новые партии. В результате за этот год Packard сумел выпустить лишь 31 291 автомобиль — худший результат со времён Великой депрессии.
Крайне неоднозначным решением стало приобретение Packard другой американской независимой автомобилестроительной компании — Studebaker. Переговоры велись с апреля по июнь, окончательно же сделка была завершена 1 октября 1954 года. Предварительную оценку перспектив компаний, возникающих в случае их слияния, проводили специалисты Lehman Brothers, которые дали в целом положительное заключение, отмечая, что Studebaker и Packard не являются прямыми конкурентами на рынке, и при этом могут выиграть от слияния, объединив свои финансовые ресурсы и управленческий потенциал. Однако их компетентность в области легкового автомобилестроения и степень осведомлённости о реальном положении вещей вызывают вопросы. Лишь после слияния компаний были обнаружены фальсификации в бухгалтерской отчётности «Студебекера», реальное финансовое положение которого оказалось далеко не блестящим. На собрании акционеров одним из противников сделки она была охарактеризована как «попытка глупого капитана спасти свой тонущий корабль путём швартовки с другим тонущим кораблём». Несмотря на то, что фактически Packard выкупил принадлежавшие Studebaker активы, название новой корпорации было утверждено как Studebaker-Packard (не наоборот).
Между тем, наступившая 1 октября 1954 года внезапная смерть Джорджа Мэйсона, президента корпорации American Motor Company (AMC), полученной в результате слияния фирм Nash-Kelvinator и Hudson и готовившейся к слиянию со Studebaker-Packard, окончательно поставила крест на планах Нэнса по созданию достойного конкурента для детройтской «Большой тройки» — новый руководитель AMC, Джордж Ромни, видел в таком развитии событий лишь угрозу, особенно в свете открывавшихся тогда подробностей реального положения Studebaker.
Тяжёлым ударом для компании стало также приобретение Chrysler в 1953 году дочерней фирмы Briggs Manufacturing, с 1941 года занимавшейся выпуском кузовов для Packard, после чего компании пришлось в срочном порядке налаживать собственное кузовное производство. Впоследствии (к 1955 модельному году) оно было ещё раз перенесено, на этот раз — на выкупленный Packard завод, ранее принадлежавший Briggs Manufacturing (не тот, на котором осуществлялось изготовление кузовов до 1953 года), расположенный также в Детройте, на Conner Avenue. Причины этого решения Нэнса остаются неясными, поскольку, хотя собственный завод Packard на бульваре Ист-Гранд и был очень старым, а также неудобным для современного конвейерного производства из-за двухэтажной конструкции здания, завод на Коннер-Эвеню также отнюдь не был современным предприятием, к тому же намного меньшим по площади, из-за чего производство сократилось в четыре раза — со 100 машин в час до всего лишь 25. Ко всему, качество сборки автомобилей на «новом старом» заводе было наихудшим за всю историю марки.
При этом, несмотря на сложившееся к середине 1950-х годов тяжёлое положение, компания во многом сохранила свой инженерный и производственный потенциал. Так, в 1949 году она представила единственную в отрасли созданную независимо от «большой тройки» Ford-GM-Chrysler автоматическую трансмиссию Packard Ultramatic Drive, представлявшую собой весьма совершенную для тех лет конструкцию, в традиционном духе продукции Packard простую и надёжную. Рядные восьмицилиндровые двигатели Packard, хотя и устаревшие, всё ещё оставались синонимом надёжности и долговечности, а также неплохо показывали себя в автомобильном спорте. Выпущенный в количестве нескольких экземпляров концептуальный родстер Packard Grey Wolf II / Panther (1954) стал одним из первых в мире автомобилей с кузовом из стеклопластика. На 1952 год, более 50 % когда либо выпущенных автомобилей Packard всё ещё были на ходу и в активной эксплуатации, что было великолепной демонстрацией их уровня качества и надёжности.

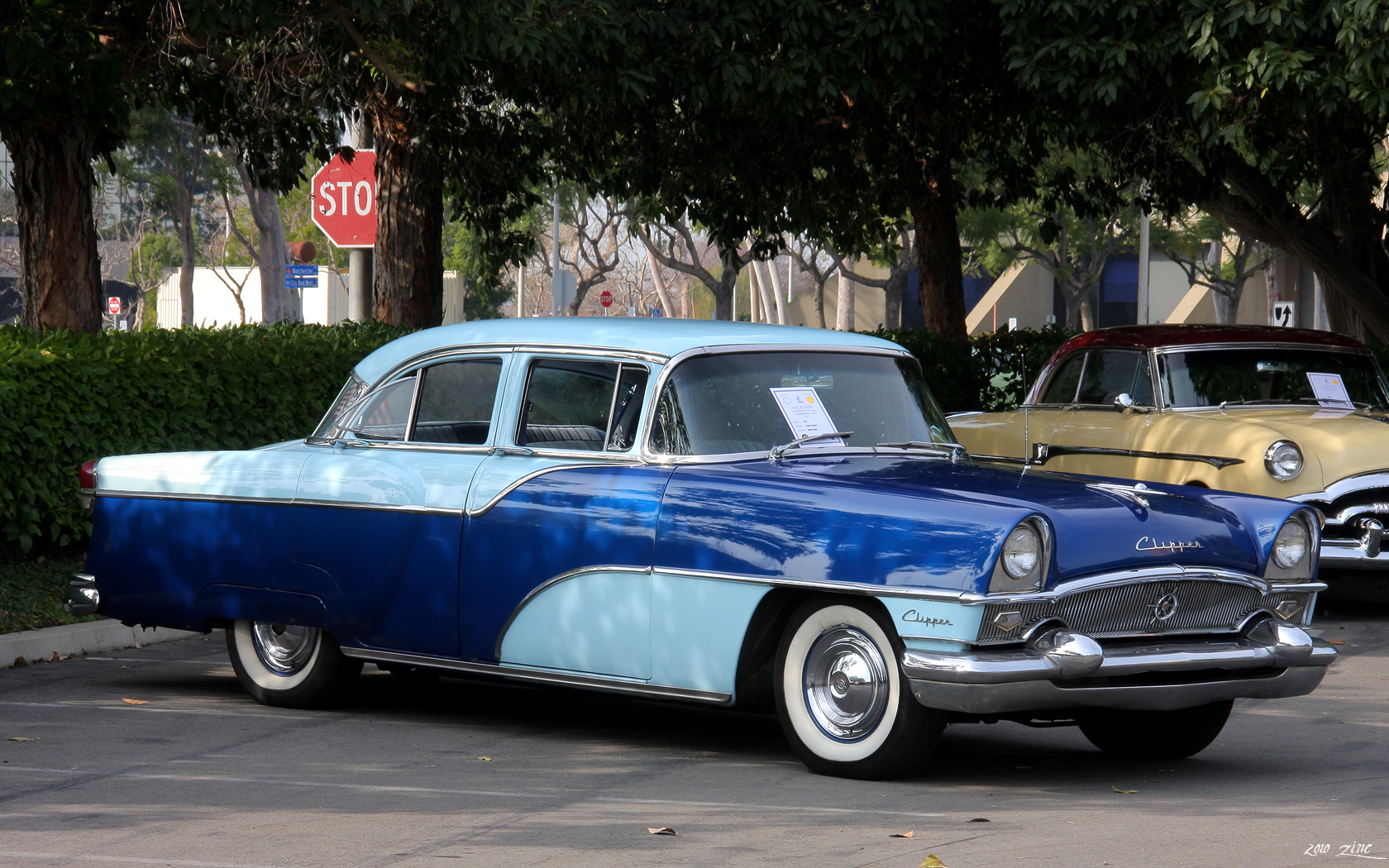
1955 Packard Clipper Custom

В кризисные для других американских производителей легковых автомобилей годы «полицейской операции» в Северной Корее Packard получал неплохие прибыли от производства военных авиамоторов для компании Curtiss-Wright. Однако прекращение военных заказов после окончания конфликта стало дополнительным фактором, способствовавшим упадку компании.

### Последний рубеж
Последняя попытка оживить марку Packard, получившую теперь достаточно мощное «подкрепление» в виде пользовавшихся спросом массовых моделей Studebaker, была предпринята к 1955-56 модельным годам.
Новые Packard, несмотря на раму и внутренние панели кузова, в значительной степени унаследованные от предыдущего поколения, а также недостаточные для их класса габаритные размеры, имели весьма привлекательную внешность благодаря совершенно новым передней и задней оконечностям кузова с шикарным стайлингом, включая визуально «вытягивающие» кузов в длину «козырьки» над фарами, которые в целом повторяли оформление представленного публике за пару лет до того «дримкара» Ford X-100, и характерные задние фонари в виде арок готического собора. Впервые за долгое время продукция Packard действительно выглядела как роскошные и современные автомобили, сочетая последние модные тенденции середины пятидесятых с монументальной строгостью своих довоенных предшественников. Впоследствии те же стилистические мотивы были многократно использованы производителями автомобилей по всему миру, от модельных рядов собственных фордовских подразделений Mercury (1955-56) и Lincoln (1956-57) — и до советских представительских ЗИЛов и, отчасти, «Чайки».
Силовой агрегат включал в себя вновь разработанный огромный верхнеклапанный V8 и усовершенствованную трёхступенчатую автоматическую коробку передач Twin Ultramatic, как минимум не уступавшие аналогичным предложениям конкурентов. К этому добавлялась и новаторская техническая «начинка», включавшая переднюю и заднюю подвеску на торсионах с предлагавшейся за отдельную плату электромеханической регулировкой дорожного просвета, кнопочное управление трансмиссией и многое другое.
Тем не менее, конструкция автомобиля оказалась «сырой», а его многочисленные конструктивные и производственные дефекты лишь ещё больше повредили репутации фирмы. Серьёзный урон имиджу марки нанесло и связанное с недостатком финансирования прекращение производства длиннобазных коммерческих шасси, бывших излюбленной основой для лимузинов и катафалков, производители которых не имели иного выхода, кроме как переходить на продукцию конкурентов — в первую очередь Buick и Cadillac. В результате, за резким ростом продаж в 1955 модельном году (55 247 экземпляров) уже на следующий год последовало их ещё более резкое падение (28 835). Не помог даже новейший двигатель, имевший на тот момент самый большой для легкового автомобиля рабочий объём в мире — 6,1 л, который выдавал очень внушительные по тем временам 310 л. с.
В отличие от предшествующего периода, практически четверть из этого количества (24 % продаж) приходилась на автомобили «топовой» серии Patrician / 400.

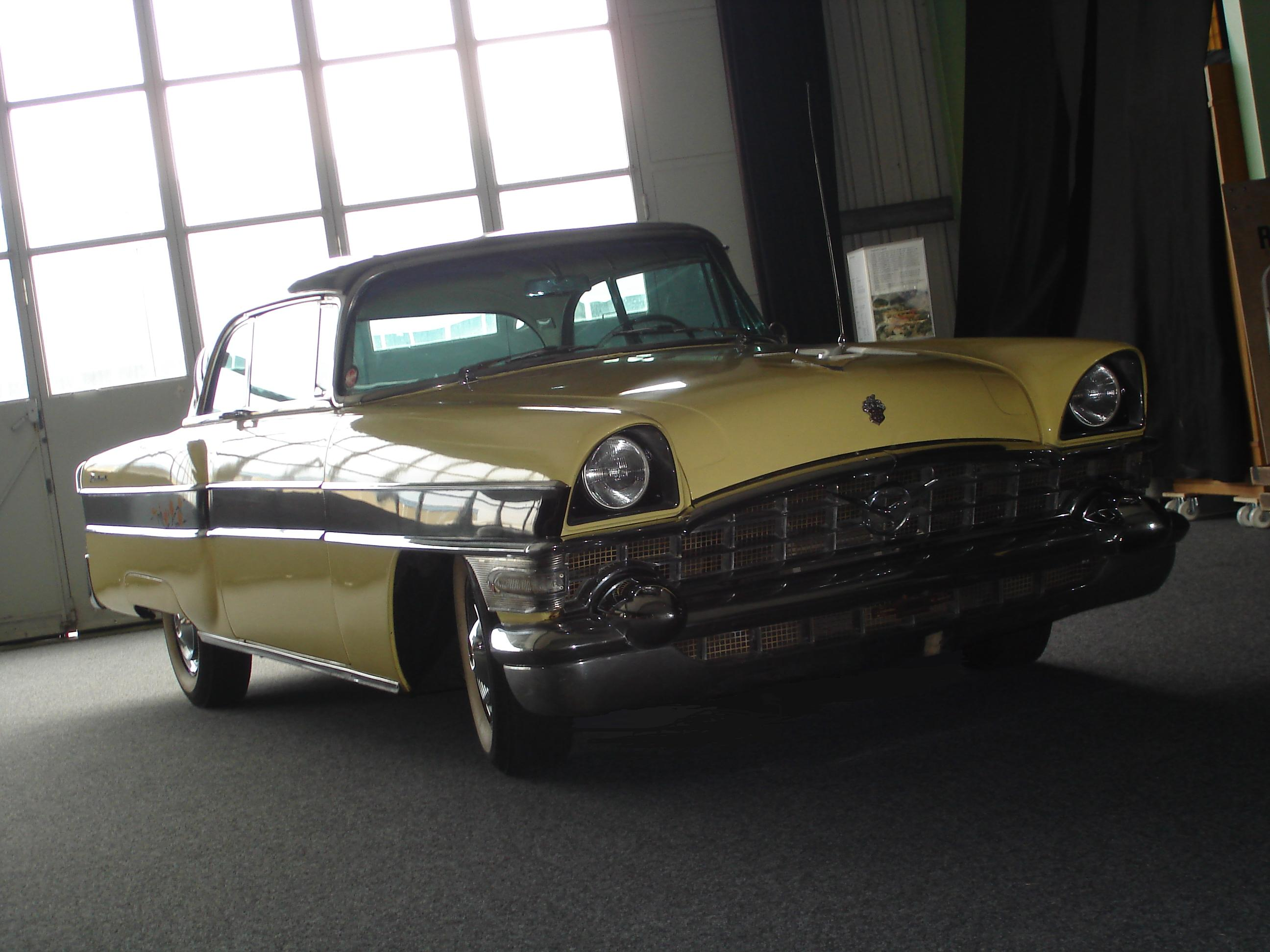
1956 Packard Executive.

Clipper в 1956 модельном году был зарегистрирован в качестве самостоятельной автомобильной марки среднего-высшего ценового диапазона, для выпуска автомобилей под которой создаётся отдельное подразделение фирмы — Packard-Clipper Division. До 6 января 1956 года на Clipper даже не было шильдиков Packard, которые президент и генеральный директор компании Джеймс Нэнс решил зарезервировать лишь для самых дорогих моделей; дилерам также было рекомендовано максимально «развести» обе марки, разделив торговые залы на две части под разными вывесками. Впоследствии, незадолго до ухода Нэнса со своего поста летом 1956 года, на корме Clipper всё же появился небольшой шильдик Packard, что по сути лишало смысла весь замысел — не размывать имидж бренда высшего класса за счёт продажи под ним автомобилей более низких ценовых категорий. Ещё больше подрывало политику Нэнса появление в том же году модели «начального уровня» Packard Executive, построенной на коротком шасси Clipper со 122-дюймовой (3099 мм) колёсной базой. Кроме того, отчасти вина может быть возложена на нанятое Packard рекламное агентство D’Arcy, не сумевшее обеспечить должный уровень рекламной кампании в целом, и в достаточной степени разделить между собой автомобили двух выпускавшихся компанией марок — в частности. Вообще же — решение с выделением самостоятельной «младшей» марки явно запоздало как минимум на десятилетие.

### «Агония»
Разработка модели 1955 года отняла у слабеющей компании последние силы и ресурсы. Поэтому в то время, когда остальные американские производители автомобилей этого сегмента, для которых стиль 1955-56 модельных годов был «проходным», стали очень быстро, буквально каждый год, вносить во внешность своих автомобилей радикальные изменения, Packard такой возможности не имел.
Уже к началу 1956 года компанию покинула практически четверть от общего числа её дилеров, предчувствовавших скорую и неприятную развязку — из 2100 представительств, имевшихся по состоянию на 1954 год, к тому времени оставались лишь порядка 1500. И их число продолжало сокращаться угрожающими темпами — порядка 20 в месяц.
Начались переговоры по возможному слиянию S-P с одним из гигантов «Большой тройки» — Chrysler Corporation, однако уже весной 1956 года стало ясно, что положительных результатов они не принесут.

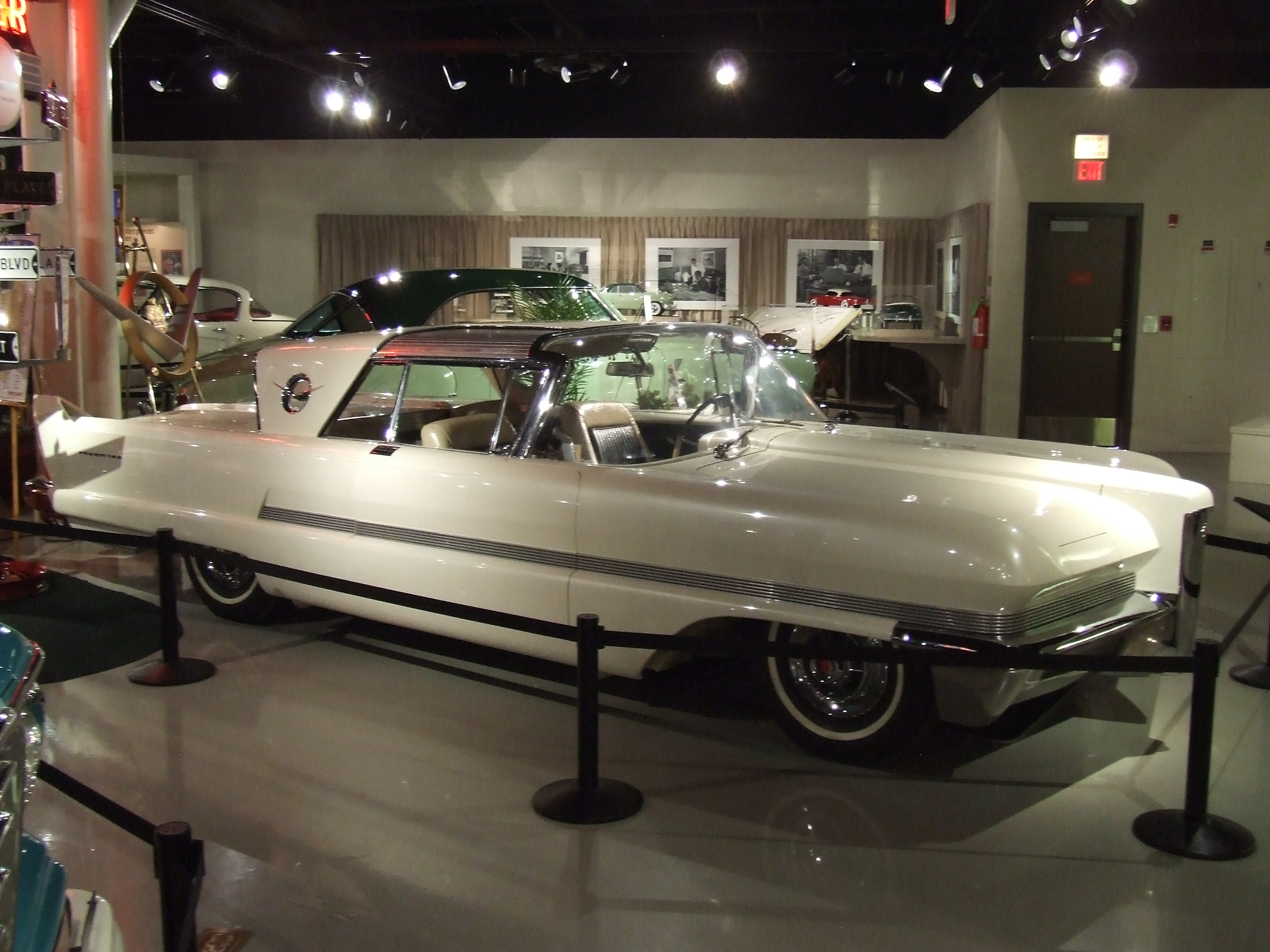
Концепт-кар Packard Predictor 1956 года должен был задать фирменный стиль на ближайшие несколько лет, но на практике не получил развития

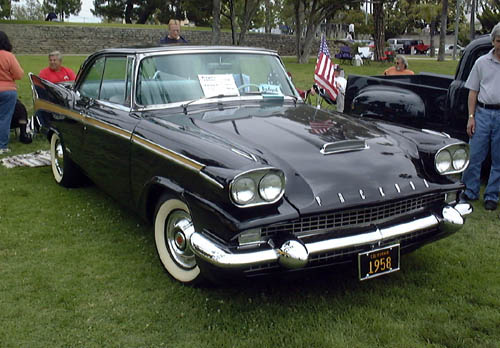
1958 Packard

Тем не менее, Packard всё же рассчитывал со временем поправить своё материальное положение и готовил к 1957 модельному году принципиально новое семейство автомобилей с дизайном, основанным на концепт-карах Request и Predictor и включавшим, в частности, новую интерпретацию полюбившейся поклонникам Packard характерной решётки радиатора довоенных автомобилей этой марки. После того, как стало ясно, что разработку нового шасси с нуля компания уже не осилит, какое-то время прорабатывалась идея покупки у Ford Motor Company оснастки для выпуска внешне в достаточной степени схожего с Packard, но имевшего более современный по конструкции кузов Lincoln модели предыдущего, 1956 года, внешность которого усилиями дизайнера Packard Дика Тига (Dick Teague) была подогнана под стиль построенных ранее прототипов — но сбыться этим планам уже не было суждено.
Когда в 1957 году альянс Studebaker-Packard стал обсуждать возможный союз с предложившей финансовую помощь компанией Curtiss-Wright, руководству первого пришлось выбирать, какой из двух брендов можно будет сохранить в дальнейшем. Подсчёты показали, что Packard мог бы ежегодно продавать от 50 до 75 тысяч автомобилей высшего класса, давая при таком скромном объёме выпуска небольшую, но стабильную прибыль. Однако Studebaker мог продавать в год более 300 тыс. автомобилей (например, в 1950 году — 268 099 легковых и 52 146 пикапов и грузовиков), и имел разнообразный модельный ряд — от легковых автомобилей всех классов, включая уникальные для тогдашнего американского рынка бюджетные малолитражные модели и спорткары, до тяжёлых грузовиков. Кроме того, завод Studebaker в Саут-Бенде был существенно современнее оборудован, имел более современный и эффективный производственный процесс. Поэтому выбор был сделан в пользу последнего.
В 1957 и 1958 модельных годах под маркой Packard выпускались автомобили, которые по сути не имели никакого отношения к предыдущей продукции фирмы, — они даже собирались не на заводе Packard в Детройте, закрытом по требованию кредиторов, а в Саут-Бенде вместе с остальными Studebaker, на заводе, конвейеры которого не были приспособлены для сборки столь крупных и широких автомобилей, какими были настоящие Packard. По сути они были слегка перелицованными Studebaker того же года. Модель 1958 года, выпускавшаяся в одном-единственном варианте, без разделения на «серии», стала символом предсмертной агонии Packard — по сути она была Studebaker с наклеенными на его кузов стеклопластиковыми хвостовыми плавниками и расширителями передних крыльев, позволившими перейти к четырёхфарному головному освещению. В конце 50-х годов, в условиях очередного общего кризиса в американской экономике — «рецессии Эйзенхауэра», спросом эти автомобили, окрещённые «пакардбекерами», не пользовались.

### Посмертие
К началу шестидесятых о Packard напоминало лишь остававшееся неизменным до 1962 года название компании Studebaker-Packard. Studebaker в конце пятидесятых годов сумел занять на американском рынке достаточно прочные позиции в специфической нише бюджетных «компактных» автомобилей, но когда в начале следующего десятилетия свои «компакты» представила детройтская «Большая тройка», дела Studebaker пошли неважно.

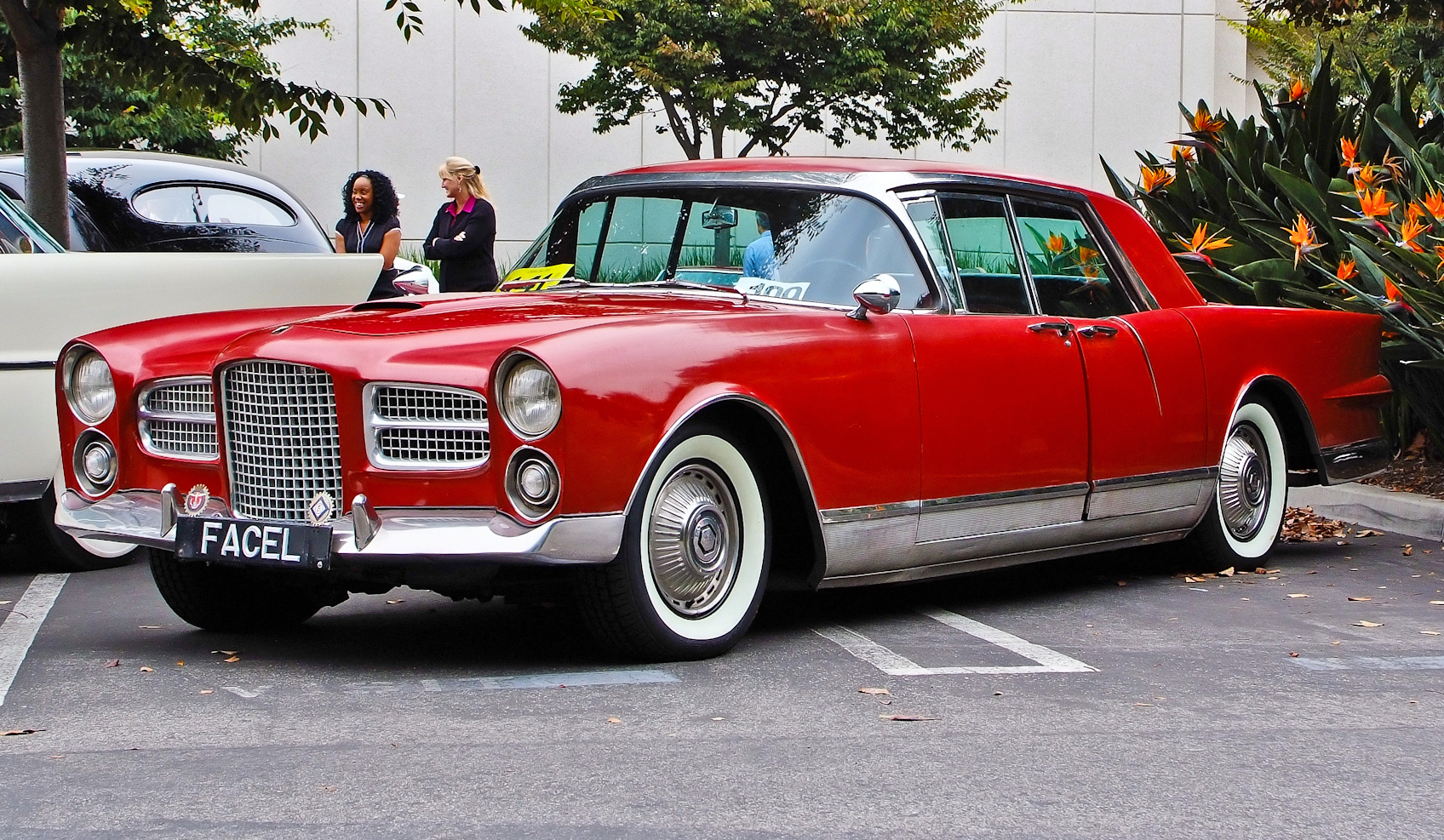
Facel Vega Excellence

Примерно в это время существовал проект продажи под брендом Packard перелицованного варианта французского люксового седана Facel Vega Excellence, однако они так и не были воплощены в жизнь из-за угроз увидевших в этом шаге опасность для своих собственных позиций на американском рынке немцев из Daimler-Benz разорвать договор, согласно которому Mercedes-Benz продавались и обслуживались через дилерские представительства Studebaker-Packard, что стоило бы Studebaker больших финансовых потерь. В результате в выигрыше оказался Daimler-Benz, который сумел завоевать в США высокую репутацию и вскоре основал собственную дилерскую сеть. Studebaker же в 1966 году полностью прекратил производство легковых автомобилей.
Сегодня среди поклонников автомобилей обоих брендов часто возникают противоречия по поводу того, какая из марок «утащила» другую ко дну — приобретение ли Studebaker, спасшее его от банкротства, привело к упадку Packard, или, напротив, Studebaker был последним шансом Packard, которым тот не сумел толком воспользоваться. Ещё одна популярная в этой среде тема — смог ли бы Packard продлить своё существование или даже вовсе избежать печальной участи, если бы после мировой войны вместо бесплодной конкуренции на рынке автомобилей высшего-среднего класса с переставшими быть признаком элитарности восьмицилиндровыми двигателями представил бы единственный в послевоенном мире двенадцати- или шестнадцатицилиндровый суперкар, наследника довоенного Twin Six.
Автомобили Packard послужили непосредственным источником вдохновения для моделей ГАЗ-13 и ЗиЛ-111. Производство ГАЗ-13 продолжалось до 1982 года, спустя много времени после того, как Packard закрылась, а модельный ряд ЗиЛ-111 превратился в ЗИЛ-4112Р. Двигатель ГАЗ-13 использовался также в специальных версиях седанов ГАЗ-21 и ГАЗ-24, в результате чего появились автомобили ГАЗ-23 и ГАЗ-24-24. Они производились до 1990-х годов, а шасси ГАЗ-13 также использовалось в более позднем ГАЗ-14. К сожалению, эти остатки Packard тоже закончились. ГАЗ прекратил выпуск «Чайки» в 1989 году, хотя до 1990-х годов двигатель все еще устанавливался на специальные «Волги». Свой последний лимузин ЗиЛ выпустил в 2012 году. ГАЗ продолжил производство модельного ряда «Волга», но через некоторое время от специальных моторных версий отказались. Однако даже модельный ряд Волги прекратил производство в 2010-х годах, когда ГАЗ поставил свою линию сборки легковых автомобилей Volkswagen и GM для контрактного производства.